# Ğabdulla Tuqay
Möxämmätğärif ulı Ğabdulla Tuqay (Quşlavıç/Koixlaütx, Tatarstan, 26 d'abril de 1886 – Kazan, 15 d'abril de 1913) fou un poeta tàtar, publicista, traductor, crític literari i editor. Està sovint considerat el fundador de la literatura tàtara moderna i del tàtar estàndard modern.

## Primers anys
Va néixer el 26 d'abril de 1886 a Quşlavıç, un poble prop de la ciutat Arça/Arsk, a la gubèrnia de Kazan en el si d'una família molt religiosa. El seu pare, mul·là, va morir quan Ğabdulla tenia cinc mesos. El seu avi matern també era mul·là, així com el segon marit de la seva mare. La seva mare va morir quan ell encara no havia fet els cinc anys i el nen va anar canviant de casa uns anys fins que el 1895 fou adoptat pel seu oncle Ğäliäsğar Ğosmanov, comerciant a Oral, i la seva dona Ğäzizä. A Oral, Ğabdulla va començar a anar a classes a la madrassa Qasímiä del mul·là Motıyğulla Töxfätullinnıñ, però, alhora, també anava a una escola russa. Allà, per primera vegada a la seva vida, va entrar en contacte amb el món de la literatura russa i va començar a escriure poesia.
Ğosmanov va intentar iniciar Ğabdulla en la seva feina, però convertir-se en comerciant no va interessar Tuqay, que va preferir seguir estudiant. El 1900 Ğosmanov morí i Tuqay es va haver d'instal·lar a la mateixa madrassa, vivint primer a la sala comuna i, dos anys després, en una cel·la individual. A la madrassa, va demostrar que era un bon alumne, ja que va completar en deu anys un programa destinat a quinze. No obstant això, va continuar vivint en la pobresa.

## Primeres obres
Des dels seus anys de madrassa, Tuqay s'havia interessat pel folklore i la poesia popular, i demanava als seus companys, que durant les vacances d'estiu s'escampaven per un ampli territori, recollissin cançons, baiets (poemes èpics) i contes infantils. A la madrassa es va familiaritzar amb la poesia en àrab, persa i turc, així com amb la poesia en l'antiga llengua tàtara dels segles anteriors. L'any 1900, el poeta tàtar Mirxäydär Çulpani, antic alumne de la madrassa, la va visitar i va impressionar Tuqay pel seu «estil alt», que emprava l'ʿArūḍ, un sistema poètic d'Orient, i sobretot l'antic tàtar, ple de paraules àrabs, perses i turques, i força allunyat de la llengua parlada. També va influenciar-lo un poeta turc que va refugiar-se a la madrassa fugint de d'Abdul Hamid II. Tuqay va adoptar així la tradició poètica oriental.

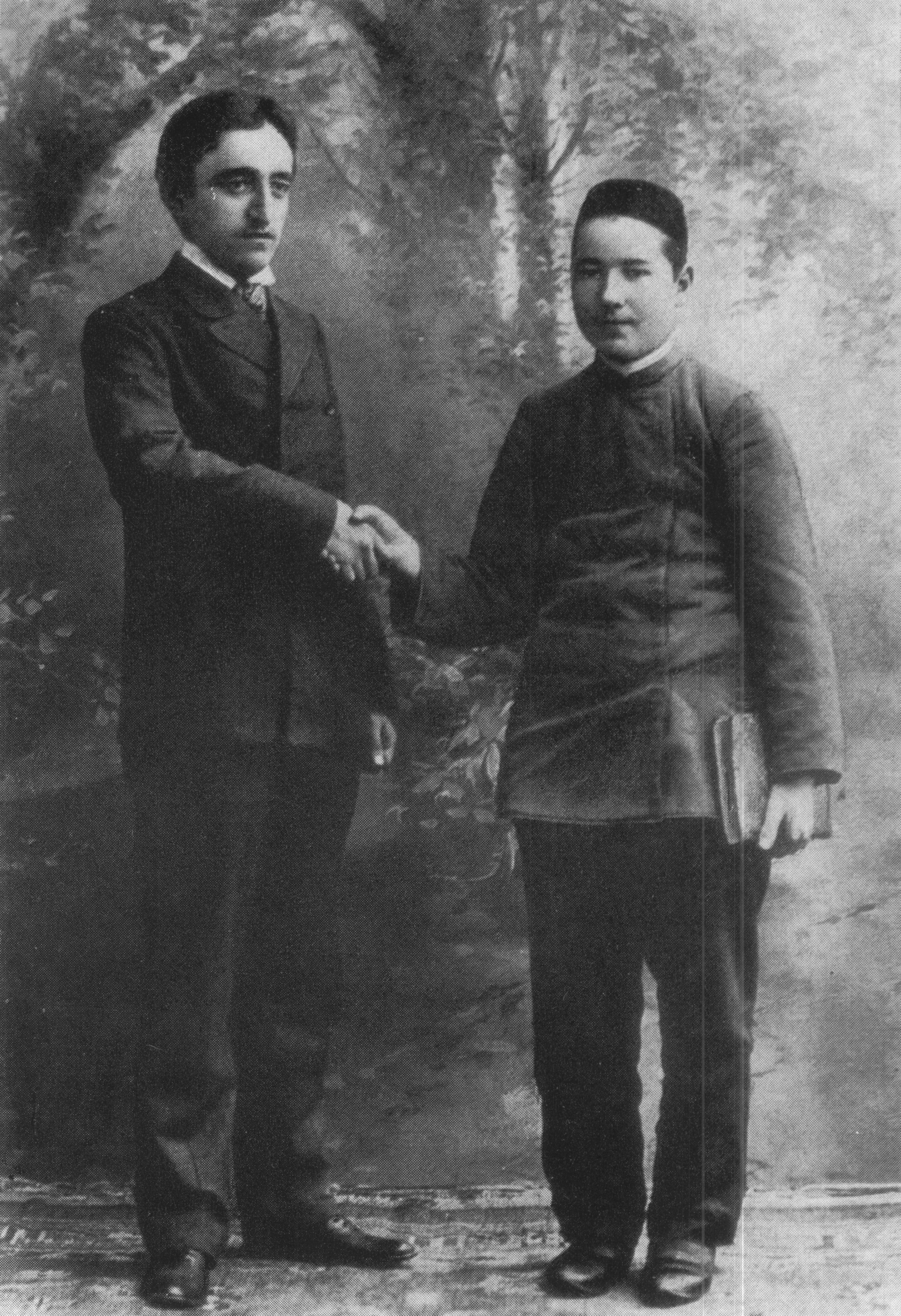
Ğabdulla Tuqay i Kamil Motıyği el 1905 o 1906

L'any 1904 Kamil Motıyği, fill de Motıyğulla Töxfätullinnıñ, va fundar una editorial, i Tuqay hi va treballar mentre continuava donant classes a la madrassa, on hi introduïa els mètodes pedagògics del jadidisme.
Després del Manifest d'Octubre de 1905, arran de la revolució russa d'aquell any, es van poder publicar diaris en tàtar, cosa que abans estava estrictament prohibida. No obstant això, Motıyği no disposava de prou fons per fundar el seu propi diari, així que va comprar el diari en llengua russa Uralets, amb la seva tipografia, per imprimir també un diari tàtar a la mateixa premsa. Tuqay es va convertir en tipògraf. Aquest diari es va anomenar Fiker («Pensament»). Posteriorment, Motıyği va començar a editar Novi vek («Nova era») i la revista satírica Uqlar («Fletxes»). Tuqay hi treballava com a tipògraf i corrector alhora que els omplia de continguts. Hi va escriure articles i novel·les, a més de traduir-hi les faules de Krilov per a la revista. A Uqlar ridiculitzava el clergat musulmà que s'oposava al progrés i a l'europeïtzació. També se sap que Tuqay va distribuir fulletons socialdemòcrates i va traduir un pamflet socialdemòcrata al tàtar. Pel que fa a la llengua, en la majoria dels seus poemes encara emprava el tàtar antic i mantenia les tradicions orientals, com a Puşkinä («A Puixkin»). Tanmateix, en alguns d'ells, destinats a la pagesia tàtara, va utilitzar el tàtar parlat, cosa que va ser una novetat per a la poesia tàtara.

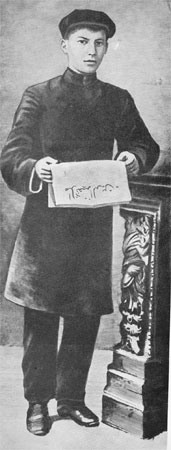
Tuqay amb un exemplar Fiker

El gener de 1907 Tuqay va deixar la madrassa. Esdevingué l'autèntic redactor en cap d'Uqlar, essent també el director editorial de totes les revistes de Motıyği. La revista Fiker, aleshores liberal, i el mateix Tuqay es van oposar als conservadors religiosos musulmans, que van arribar a demanar pogroms contra activistes de la premsa liberal. Aquell any, però, va ser acomiadat inesperadament, arran d'un conflicte amb Motıyği.
En aquesta època Tuqay va abandonar els socialdemòcrates i la política en general, preferint dedicar-se a la poesia. Des de mitjans de 1906 fins a la tardor de 1907 va escriure més de 50 poemes, així com 40 articles i publicacions seriades. En particular, el seu article Tänqit – kiräkle şäyder («La crítica és una prova necessària»), de 1907, és considerat l'inici de la crítica literària tàtara. Des del punt de vista lingüístic, de mica en mica s'havia anat decantant cap al tàtar «pur», basat en la llengua parlada. Impressionat per Ruslan i Ludmila, un conte de fades de Puixkin escrit en forma de poema, Tuqay va escriure el seu primer llarg poema, Şüräle, basat en la criatura mítica antropomòrfica amb aquest nom descrita en el folklore tàtar, baixkir, txuvaix i mari, personificació de l'esperit del bosc.
Havent esdevingut molt popular, va rebre ofertes d'editors de Kazan per treballar per a ells. Les esperances que tenia sobre la seva vida a la capital cultural tàtara es reflecteixen en el seu poema Par et («el parell de cavalls»), que ha esdevingut el poema en llengua tàtara més associat a la ciutat. Va ser llavors que va ser dispensat del servei militar per la seva mala salut i curtesa de vista.

## Període de Kazan

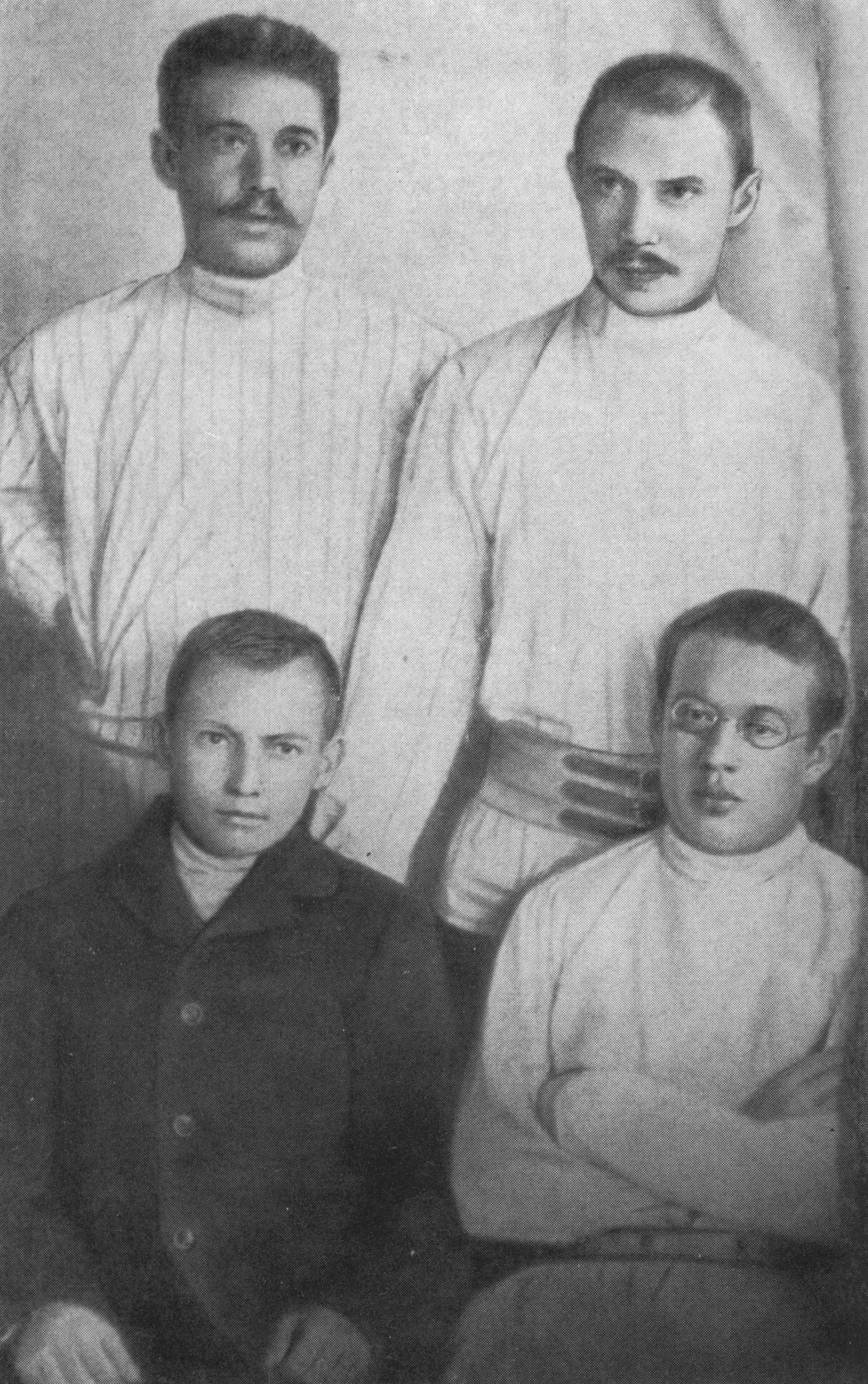
Tuqay, assegut a l'esquerra al costat d'Ämirxan

A Kazan va començar a treballar per a Äl-islax («Reforma»), una revista de caràcter democràtic dirigida per Fatix Ämirxan i Wafa Bäxtiärev. Completava els seus magres ingressos treballant per l'editorial Kitap. Tot i els pocs ingressos, refusà l'oferta d'Äxbar, òrgan d'Al Ittifaq-Muslimin, partit polític proper als kadets, així com altres propostes de diaris d'èxit però de dretes. A Kazan va conèixer molts intel·lectuals tàtars, com el dramaturg i secretari de la revista Yoldız («Estrella»), Ğäliäsğar Qamal, i el cèlebre poeta tàtar i redactor en cap de la revista Tan yoldızı («Estrella del matí»), Säğit Rämiev. Al mateix temps, continuava formant-se com a autodidacte, llegint clàssics i crítiques russes i estudiant alemany. Es va interessar per estudiar la vida de la gent senzilla, visitant basars i cafès.
L'habitació de l'hotel on vivia rebia sovint la visita d'admiradors pertanyents a la «joventut daurada» de la ciutat. Tal com va escriure, els excessos amb la beguda l'avergonyien i li impedien de crear. No obstant això, a finals de 1907 i al llarg de 1908, va escriure una seixantena de poemes i una vintena d'articles a Äl-islax i a la revista satírica Yäşen («La il·luminació»), i també va publicar dos llibres de versos. L'obra satírica més important d'aquest període va ser Peçän bazarı, yä Yaña Kisekbaş («El basar de fenc o El nou Kisekbaş»).
Pel que fa a la seva vida personal, se'n sap molt poc. Normalment, evitava les dones que l'envoltaven. Se sap que va enamorar-se de Zäytünä Mävlüdova, una admiradora seva de 15 anys. Diversos poemes li estant dedicats. No obstant això, Tuqay no va intentar portar la seva relació més lluny. El motiu pot haver estat un complex d'inferioritat, a causa de la seva salut i situació financera.

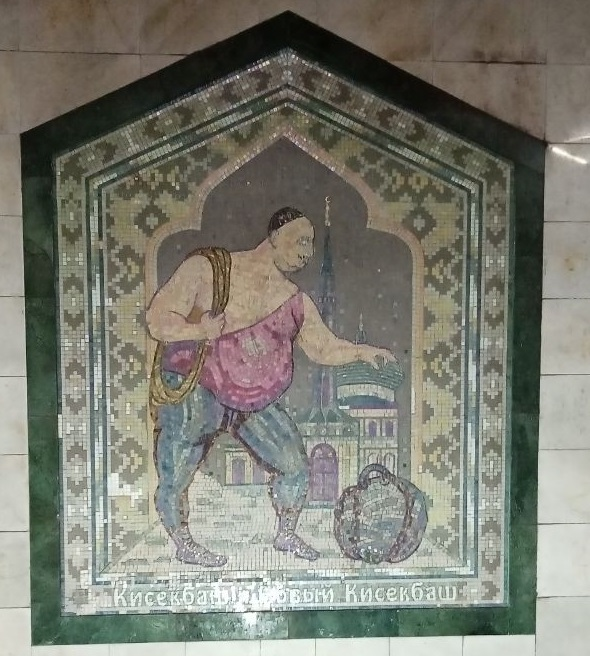
Kisekbaş a l'estació de metro Tuqay, a Kazan

El maig de 1908 es va publicar un article en rus al Voljsko-Kamski Vestnik que comparava la poesia de Tuqay, Rämiev i Majit Ghafuri. L'agost de 1908, empès per Tuqay, Qamal va fundar el diari satíric Yäşen. La major part del que s'hi va publicar es devia, per descomptat, a Tuqay. L'agost de 1908, Qamal i Tuqay van visitar la Fira Makàriev, que llavors tenia lloc a Nijni Nóvgorod. Allà, Tuqay es va unir temporalment a la primera companyia de teatre tàtar, Sayyar, cantant cançons populars i declamant els seus versos a l'escenari. El 14 d'octubre va presentar el seu poema satíric «El basar de fenc o El nou Kisekbaş», basat en l'antic poema clàssic tàtar Kisekbaş. Tuqay hi descrivia burlonament els problemes de la societat tàtara de l'època, el clergat i la classe mercantil. En particular, hi ridiculitzava els fanàtics de la secta Wäisi, el líder de la qual, Ğaynan Wäisev, associava amb Diu, un esperit maligne del Kisekbaş.

## 1909-1910: la crisi
Ente 1909 i 1910, totes les llibertats adquirides per la revolució de 1905 van quedar en no-res a causa de les polítiques de Stolipin. Com a resultat, Ğabdulla Tuqay, inclinat cap a l'esquerra, va quedar decebut pels resultats de la seva activitat i es va enfonsar en la depressió. Un altre motiu va ser el pas a diaris de dreta d'alguns dels seus amics, com Qamal i Rämiev. La majoria dels seus versos de l'època mostren la seva depressió, però Tuqay va continuar produint, publicant prop d'un centenar de poemes, dos contes de fades en forma de poemes, una autobiografia i un article sobre el folklore tàtar (Xaliq ädäbiäte, «Literatura popular»). També va escriure trenta sèries i va imprimir vint llibres, que incloïen no només poemes propis, sinó que també recopilaven cançons populars.
En aquests anys Tuqay s'ancorà a l'esquerra: Äl-islax esdevingué un diari militant d'esquerres. Tuqay hi va criticar tots els seus antics amics que s'havien reorientat cap als diaris de dretes o liberals: Zarif Bäşiri de Çükeç, que sortia a Orenburg, i Säğit Rämiev de Bäyänelxaq. Els va anomenar lacais de la burgesia i, com a resposta, van titllar a Tuqay de russòfil. Cal assenyalar que al mateix temps l'Okhrana, la policia tsarista, denunciava els seus poemes com a russòfobs. Tuqay es va apropar de Xösäyen Yamaşev, el primer marxista tàtar.
El juny de 1909 Yäşen va haver de tancar, víctima de problemes financers i de les exigències de la censura, al mateix temps que Äl-islax. Enfonsant-se en el més profund de la seva crisi, es va plantejar el suïcidi, però el març de 1910 va iniciar-se a Kazan la publicació de la nova revista satírica Yal-Yolt («Llamp»), sota la direcció d'Äxmät Urmançiev.
Tuqay s'interessava per les idees  de Lev Tolstoi. Per això, va sentir-ne profundament la mort. Destacant la importància de l'educació infantil, va editar dos llibres per a infants i dos manuals escolars sobre literatura tàtara. En total, va compondre més de cinquanta poemes i set històries en vers per a nens i nenes.

## 1911-1912: viatges
El 1911 els conservadors religiosos musulmans, aliats amb l'Okhrana, van destruir İj-Bubí, la madrassa tàtara més progressista, cosa que va omplir d'indignació tota la intel·lectualitat tàtara. Però aquest acte només va ser el començament d'una campanya contra el progressisme tàtar, la qual cosa va tornar a ser una tragèdia per a Tuqay. Tanmateix, com sabem per les cartes que va escriure al seu amic Säğit Sönçäläy, va decidir escriure l'«Eugeni Oneguin tàtar», però abans havia de recuperar la salut. Va organitzar un viatge a les regions del sud per beneficiar-se d'una teràpia a base de kumis.
A l'abril va deixar Kazan i va viatjar a Astracan pel Volga. Allà va coincidir amb Rämiev, amb qui es va reconciliar. Tres setmanes més tard, va anar al poble de Kalmyk Bazary i hi va viure amb el mestre d'escola Şahit Ğäyfi. Com que estava interessat en la fotografia, van fer una sèrie de cartes, dedicades als poemes de Tuqay i al teatre tàtar. De tornada a Kazan, va publicar Miävbikä («El gatet»), el més famós dels seus poemes per a infants. Hi aplicava nous mètodes poètics, que li van valer crítiques. També va pensar en publicar els seus versos prohibits al diari dels musulmans de Rússia publicat a París, però va rebutjar la idea perquè el diari propagava idees panislamistes.
A la tardor de 1911, la regió del Volga va patir una fam. Va dedicar El vent de tardor a aquesta fam i a la dissort dels pagesos. Tuqay patia malària i vivia en una freda habitació d'hotel. Així que ho va deixar estar tot i es va traslladar a Öçile, amb familiars. Hi va passar l'hivern, escrivint o reescrivint els seus poemes, de vegades enviant noves sèries a les editorials. Va tornar a Kazan el febrer de 1912. El març de 1912, el seu amic Yamaşev va morir d'un atac de cor i li va escriure el poema Xörmätle Xösäyen yädkâre («De la beneïda memòria de Xösäyen»).
A l'abril Ğabdulla Tuqay va anar-se'n de nou. Primer, va fer cap a Ufà, on va trobar-se amb Majit Ghafuri. Després va viatjar a Sant Petersburg, on va viure a casa de Musa Bigiev. En aquesta ciutat va conèixer joves de la diàspora tàtara local, molts dels quals eren estudiants i activistes d'esquerres. La impressió que li van fer s'expressa a Tatar yäşläre («La joventut tàtara»), poema ple d'optimisme. Tanmateix, no sabia que es trobava en l'última etapa de la tuberculosi: un metge el va examinar a Sant Petersburg, però va jutjar que era millor no dir-li el diagnòstic. Li van aconsellar que anés a fer una cura a Suïssa, però s'hi va negar i, després d'una festa de comiat, se'n tornà a Ufà i d'allà va anar a Troitsk. S'hi va estar fins al juliol de 1912, entre nòmades de l'estepa kazakh, gaudint d'una cura de kumis.

## La fi

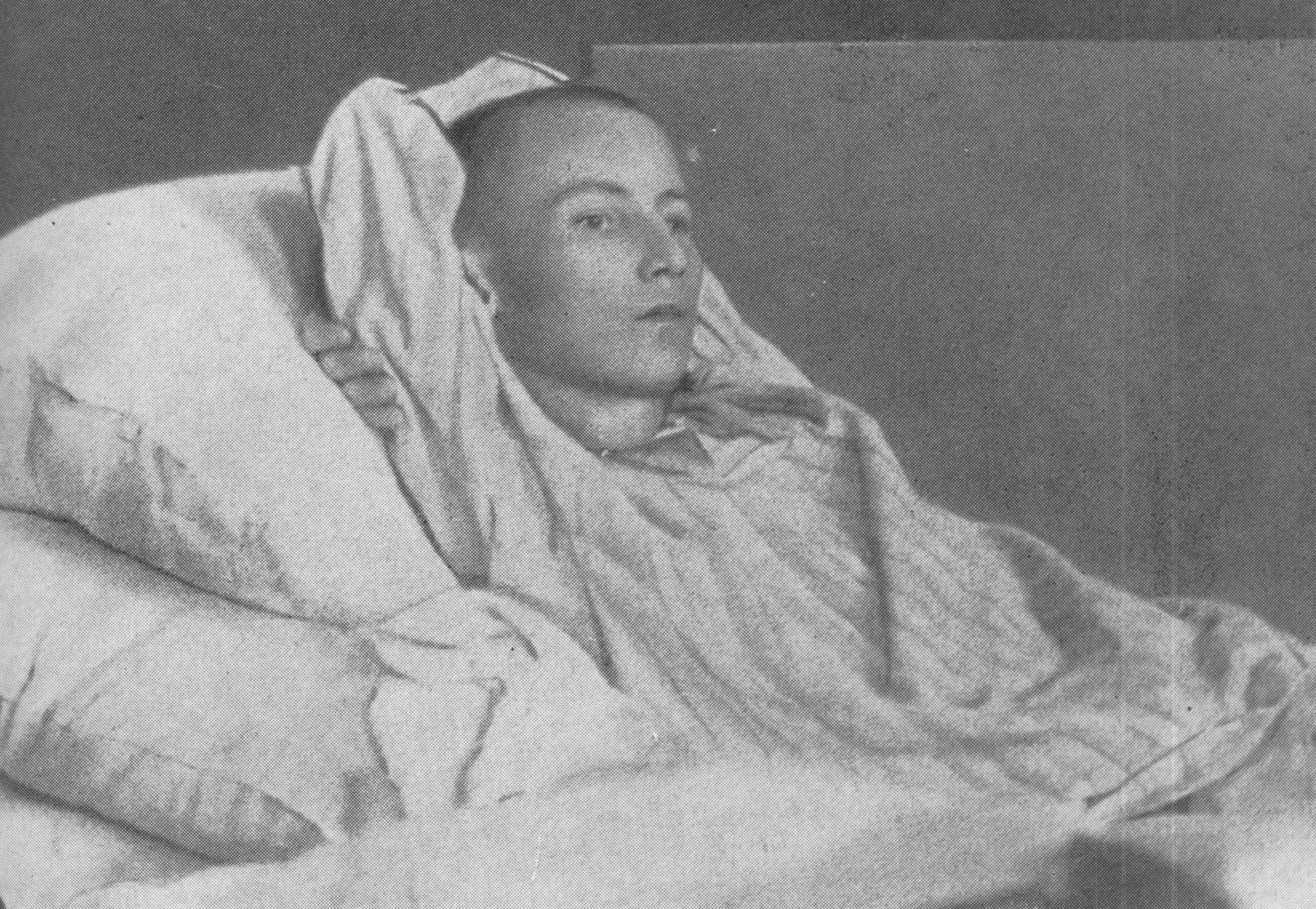
Ğabdulla Tuqay a l'hospital el 1913

Tuqay va començar el que havia de ser el seu darrer any de vida ple d'optimisme: les tendències revolucionàries anaven creixent, i la temàtica social va tornar a aparèixer en la seva poesia. A Añ («Consciència») i Dahigä («Al geni»), va escriure que la seva lluita no quedaria en va, igual que la revolució de 1905. Molts poemes estaven dedicats als problemes de la pagesia i recorden la poesia de Nekràssov. Cada cop més, però, els seus versos es prohibien. Alguns només es van publicar després de la Revolució d'Octubre. Tanmateix, Tuqay va ser criticat per Ğälimcan Ibrahimov, que considerava que la seva poesia s'estava empobrint.
L'estiu de 1912 va publicar el seu darrer llibre, El menjar de l'esperit, que recollia 43 poemes breus i un de més llarg. Però aleshores la seva salut s'havia deteriorat. Malgrat tot, va trobar la força per escriure a la nova revista literària Añ, i al diari democràtic Qoyaş («El Sol»), editat per Fatix Ämirxan. Com Ämirxan patia una paràlisi, tots dos es van allotjar en habitacions veïnes d'un hotel, on tenia la seu del comitè de redacció. Els primers dies de 1913, va escriure El gel, un poema espiritual que mostrava com es comportaven els habitants de Kazan de diferents classes socials quan glaçava. El següent poema important va ser dedicat al 300 aniversari de la dinastia Romànov. Com que era bastant panegíric, la crítica sociològica típica de principis dels anys vint, basant-se en aquest poema, proclamava que Tuqay era panislamista i tsarista. Tanmateix, el final no parla de la dinastia del tsar, sinó de l'internacionalisme dels russos i l'amistat eterna entre tàtars i russos.
El 26 de febrer de 1913 Ğabdulla Tuqay va ser hospitalitzat amb una greu tuberculosi. Fins i tot a l'hospital Kliàtxkin, no va deixar mai d'escriure poemes per a diaris i revistes tàtars. Aquests poemes eren alhora socials i filosòfics. Al març, va escriure el seu testament literari, El primer acte després del despertar. A l'hospital, Tuqai tornà a interessar-se pel llegat de Tolstoi, a qui va dedicar dos poemes. Va continuar llegint sobre la història de la Bulgària del Volga, i també llegia totes les revistes de Kazan.
El 15 d'abril, Ğabdulla Tuqay va morir amb 27 anys. Està enterrat al cementiri tàtar de Kazan.

## Llegat
Encara que el geni de Tuqay va ser negat durant els primers anys del règim soviètic, aviat va ser reconegut com el més gran poeta tàtar. Durant el domini soviètic, els seus poemes socials van ser els més citats, mentre que ara els més populars són els poemes sobre la natura de les terres tàtares, la cultura nacional tàtara, la música tàtara, la història tàtara i, per descomptat, la llengua tàtara. El 26 d'abril, el dia del seu aniversari, se celebra el Dia de la Llengua Tàtara, dia en què el seu poema Tuğan tel («Llengua materna») és sempre repetit.